# How It Feels to Be Run Over
How It Feels to Be Run Over (zu dt. Wie es sich anfühlt, überfahren zu werden) ist ein einminütiger britischer Stummfilm aus dem Jahr 1900 unter der Regie von Cecil M. Hepworth. Wie in anderen Fällen der allerersten Filme präsentiert der Film den Zuschauern die Bilder einer schockierenden Erfahrung, ohne weitere narrative Darstellungen.

## Handlung
Eine Kutsche kommt und verlässt das Bild auf einer Seite des Sichtfelds. Kurz darauf weicht ein herannahendes Auto vom Kurs ab und bewegt sich direkt auf den Betrachter, also der Kamera, zu. Bei Annäherung winken die Insassen hektisch und hoffen, die drohende Kollision abwehren zu können. Im Moment füllt das Auto den gesamten Rahmen des Films. Es erscheinen in schneller Folge abschließende Zwischentitel mit jeweils einem Wort pro Tafel: Oh! / Mother / will / be / pleased (zu dt.: „Oh! Mutter wird sich freuen“).

## Filmhistorische Bedeutung
Zwar soll der Film Our New General Servant von Robert W. Paul aus dem Jahr 1898 auch schon Zwischentitel gehabt haben, da dieser aber anscheinend verschollen ist, kann dies nicht überprüft werden. Bei How It Feels to Be Run Over kann auf jeden Fall darauf verwiesen werden, wobei es sich streng genommen nicht um Zwischentitel, sondern um Endtitel handelt. Sie wirken so, als seien sie von Hand direkt in das Filmmaterial gekratzt.

## Fehlender Zwischentitel
Im Originalfilm ergeben die Zwischentitel: „Oh! Mother will be pleased“. Als das Filmmaterial gefunden wurde, fehlte der Zwischentitel „Mother“. Es bleibt übrig: „Oh! will be pleased“.